# Femunden

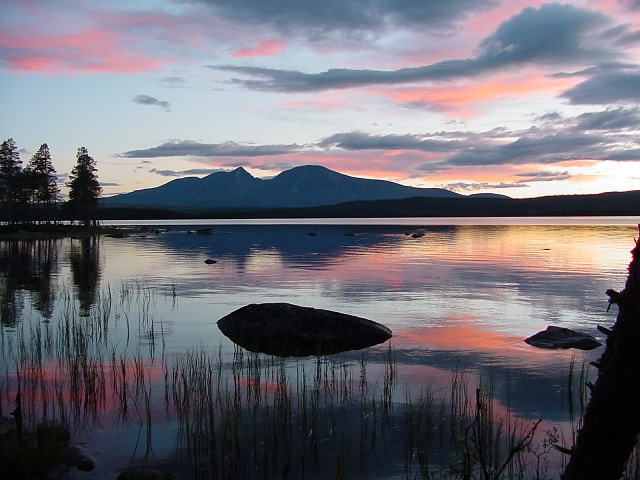
Femunden och Sølenfjällen.

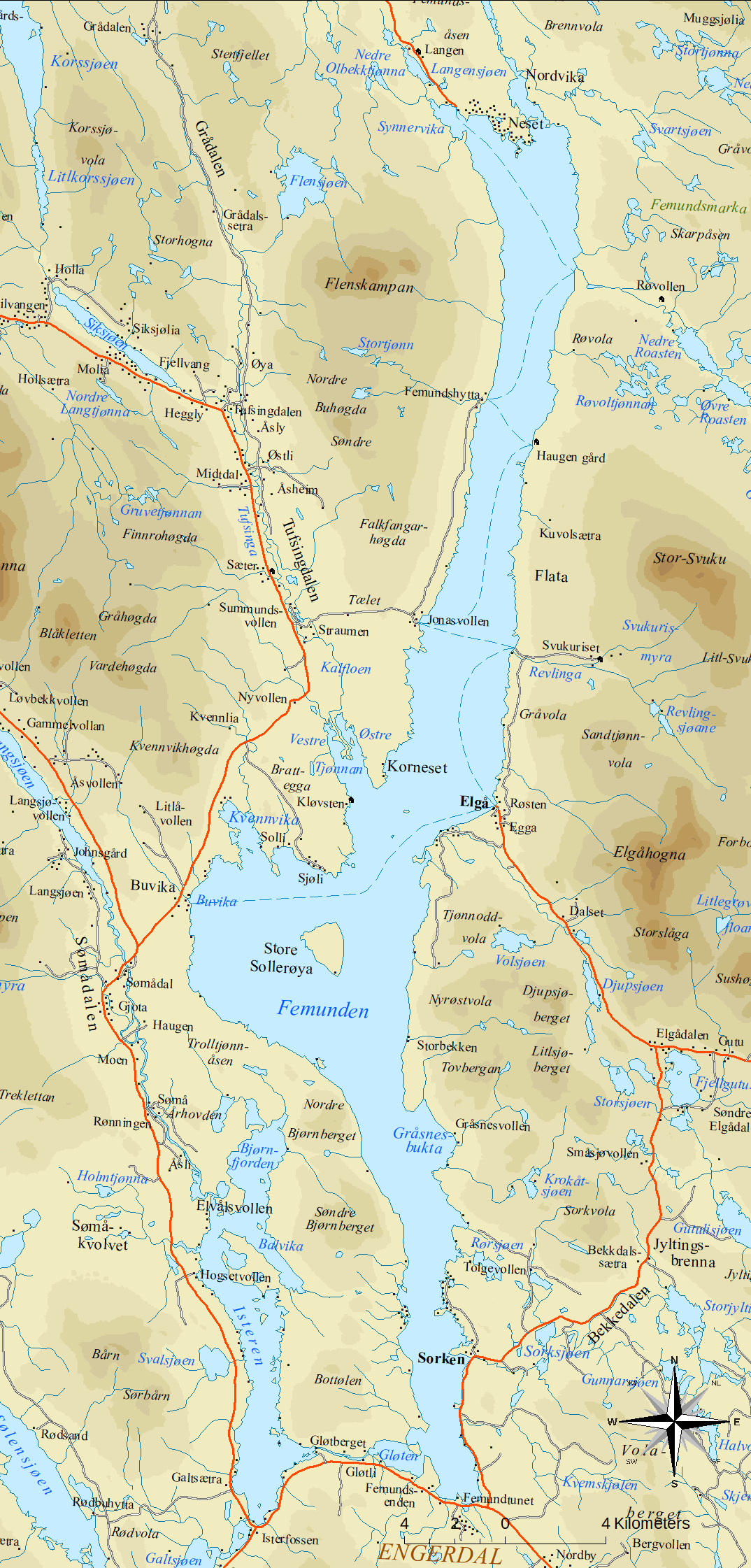
Femunden

Femunden är Norges tredje största insjö, efter Mjøsa och Røssvatnet. Sjön ligger huvudsakligen i Engerdals kommun i Innlandet fylke. Den nordliga delen av sjön ligger i Røros kommun i Trøndelag fylke. Femunden har en areal på 203,3 km² och är 132 meter djup.
Sjöns utlopp heter Femundselva, som byter namn till Trysilelva i Trysils kommun och sedan till Klarälven på svenska sidan om riksgränsen i Värmland och det slutgiltiga utloppet sker vid Göta älv i Göteborg där avvattningsområdet möter havet vid Kattegatt.

## Galleri

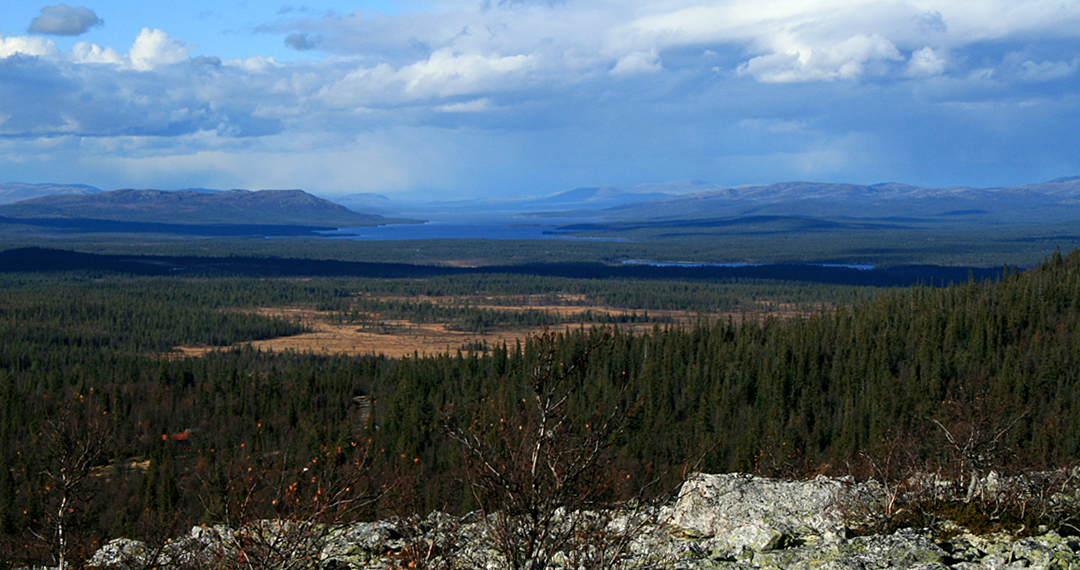
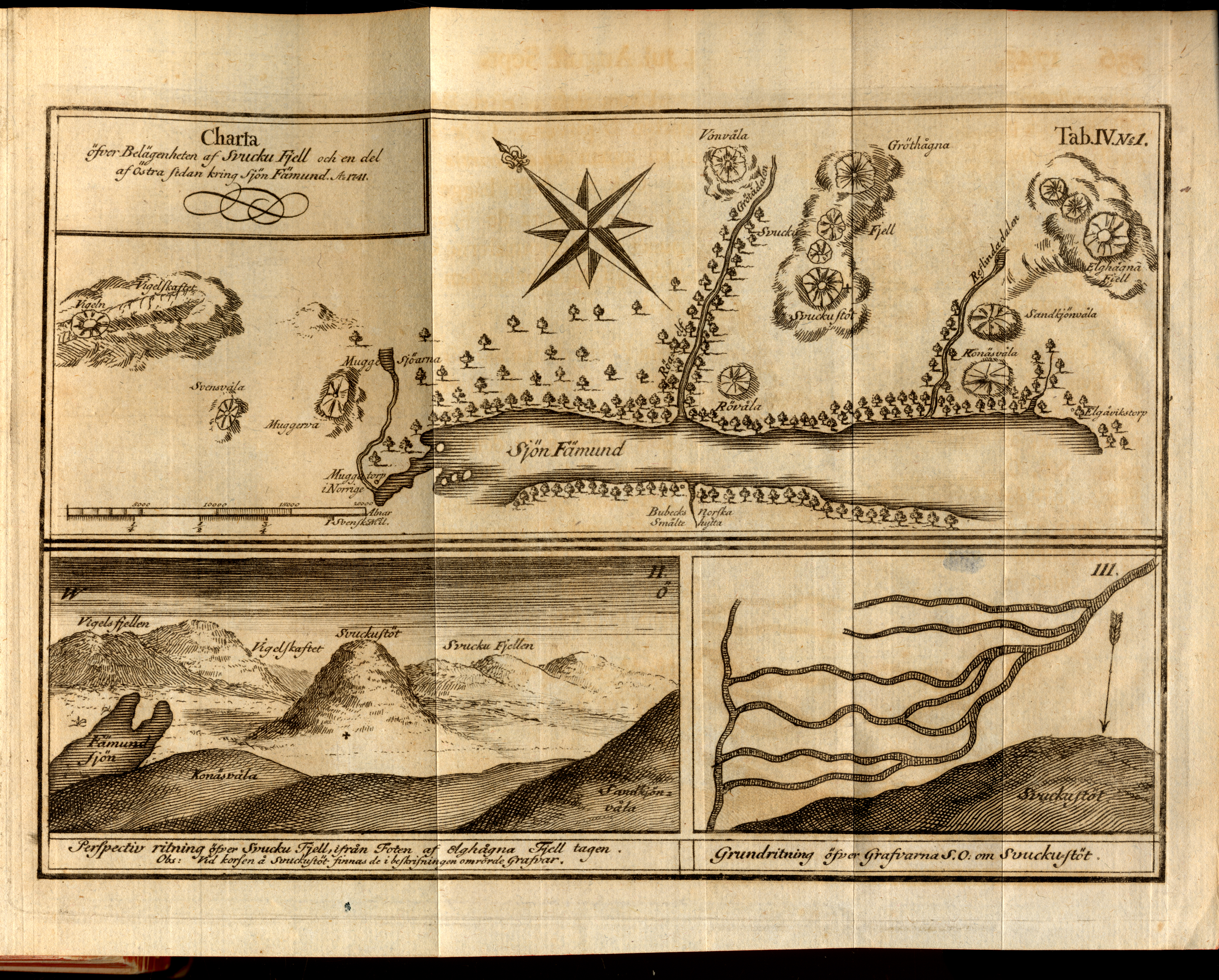